# Serlina
Serlina Wiig Sulebakk (Bergen, 1999) è una cantante norvegese.

## Biografia
Serlina è salita alla ribalta nel 2016 con la sua partecipazione al talent show canoro di TV 2 The Stream. Finito il programma, ha pubblicato il singolo Målløs insieme al duo rap Skei & PT, che ha raggiunto la 23ª posizione nella classifica norvegese e che è stato certificato disco di platino dalla IFPI Norge con oltre 60 000 copie vendute a livello nazionale.
All'inizio del 2017 la cantante ha firmato un contratto con l'etichetta discografica Universal Music Norway, su cui ha pubblicato il singolo Puste under vann, certificato disco d'oro. La cantante ha promosso la sua musica partecipando a vari festival musicali, fra cui il Vinnesfestivalen del 2018, e con una serie di concerti in digitale organizzati in occasione della pandemia di coronavirus del 2020.

## Discografia

### Singoli
- 2016 – Tenker på deg (con Kløver & Skarre R)
- 2016 – Målløs (con Skei & PT)
- 2017 – Puste under vann
- 2018 – Eg digger deg
- 2019 – 1000 ting
- 2019 – Ta meg tilbake
- 2020 – Du vet eg vil ha deg

#### Come artista ospite
- 2016 – Superhelt (Erik & Kriss feat. Serlina)